# 잭 위트

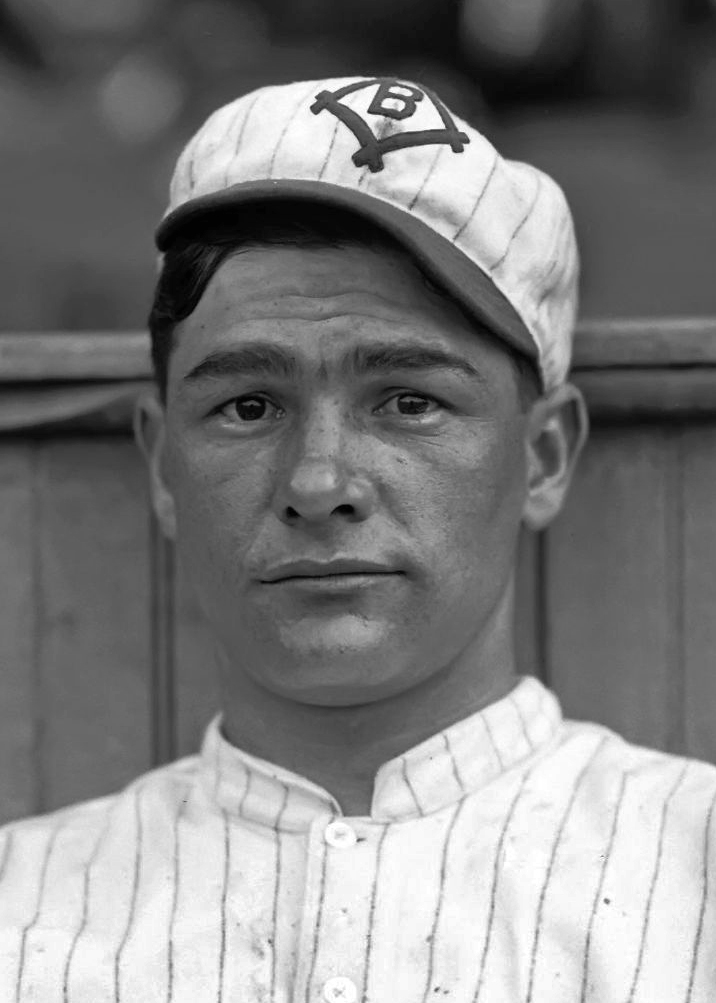
1912년의 재크 위트

잭 위트(Zack Wheat) 또는 재커라이아 데이비스 위트(Zachariah Davis Wheat, 1888년 5월 23일 ~ 1972년 3월 11일)는 "벅"(Buck)이라는 별명으로 불렸던 미국의 프로 야구 선수였다. 그는 1909년부터 1927년까지 메이저 리그 베이스볼(MLB)에서 좌익수로 활약했는데, 특히 당시 로빈스라고 불렸던 브루클린 다저스의 일원이었다. 브루클린에서 18시즌을 보낸 후, 그는 필라델피아 애슬레틱스에서 마지막 시즌을 뛰었다.
위트는 경력의 전반기를 데드 볼 시대에 뛰었음에도 불구하고 13시즌 동안 3할 이상의 타율을 기록했고 1918년 내셔널 리그 타격 챔피언십에서 우승했다. 그는 .317의 통산 타율로 선수 생활을 마감했으며 다저스 구단 역사상 경기수, 타수, 타석, 안타, 2루타, 3루타, 루타수에서 역대 최고 기록을 보유하고 있다. 위트는 또한 우아하고 기품 있는 외야수로도 알려져 있었는데, 내셔널 리그 좌익수 중 푸아웃에서 7번, 수비율에서 2번 리그 1위를 차지했다.
위트는 1959년 미국 야구 명예의 전당에 만장일치로 선출되었다. 그의 형제인 맥킨리 "맥" 위트 또한 메이저 리그에서 뛰었으며, 두 형제는 브루클린에서 5시즌 동안 한 팀에서 뛰었다.

## 어린 시절
미주리주 해밀턴에서 바질과 줄리아 위트의 아들로 태어났다. 그의 아버지는 영국 혈통이었다. 오랫동안 위트는 적어도 부분적으로는 체로키 후예로 알려져 있었지만, 미국야구연구협회에 따르면 이것은 사실이 아닐 가능성이 높다.

## 선수 경력
위트는 1906년 캔자스 리그의 엔터프라이즈에서 프로 야구 경력을 시작했으며, 이후 1907년 위치타, 1908년 텍사스 리그의 슈리브포트 스포츠, 1909년 서던 어소시에이션의 모바일 시 걸스에서 뛰었다. 1909년 시즌 동안 내셔널 리그의 브루클린 슈퍼바스가 위트를 1,200달러에 구매했으며, 그는 9월에 메이저 리그 데뷔를 했다. 위트는 코르크 마개형 스윙을 사용했으며, "데드 볼 시대"로 알려진 당시 대부분의 타자들과 달리 배트 끝 근처에 손을 댔다. 꾸준히 높은 타격 수준과 함께, 그는 우아하고 기품 있는 수비로도 유명했다.
냅 라조이가 내야수들에게 그러했듯이, 재크 위트는 외야수들에게 있어 그들 모두의 가장 훌륭한 기계적인 장인이다... 위트는 경쟁자가 없을 정도로 가장 편안하고 우아한 외야수이다.
위트는 1910년에 첫 풀 시즌을 뛰었다. 그는 그 시즌 슈퍼바스에서 주전 좌익수로 모든 경기에 출전하여 경기수에서 리그 1위를 차지했다. 그 시즌에 그는 .284의 타율을 기록했는데, 이는 그의 경력에서 두 번째로 낮은 타율이었지만 팀 내에서 가장 높았으며 안타, 2루타, 3루타에서 리그 상위권에 들었다. 1911년부터 그는 강타자로서의 명성을 얻기 시작했다. .287의 타율과 함께 위트는 13개의 3루타로 리그 8위를 기록했으며 5개의 홈런을 쳤다. 선수들이 한 시즌에 두 자릿수 홈런을 거의 치지 않던 시대에 5개는 사람들이 주목할 만한 숫자였다.
위트는 1912년에도 꾸준히 타격 기록에서 상승세를 이어갔고, .305의 타율을 기록하며 홈런과 장타율에서 리그 상위권으로 시즌을 마쳤다. 다음 4시즌 동안 그는 홈런, 타율, 장타율, 안타, 2루타, 3루타, 타점 등 여러 공격 부문에서 계속해서 상위권을 유지했다. 위트가 데이지 커 포스먼과 결혼한 것은 1912년 시즌 동안이었다. 그의 아내는 곧 그의 사실상의 에이전트가 되어 그에게 매 시즌 더 나은 계약을 위해 버티도록 부추겼다. 위트가 버틸 때마다 그는 더 많은 돈을 받았는데, 구단은 최고의 타자이자 팀에서 가장 인기 있는 선수 중 한 명을 잃고 싶지 않았기 때문이었다. 이 버티기 전술은 제1차 세계 대전 시대에도 그에게 큰 도움이 되었는데, 그는 미국 육군에 노새를 운반 동물로 길러 팔았다. 위트는 자신의 사업으로 너무 많은 돈을 벌어서 야구를 할 필요가 없을 것이라고 주장했다. 팀은 경력의 전성기에 훌륭한 선수를 잃을까 두려워 매년 그의 요구에 굴복했다.

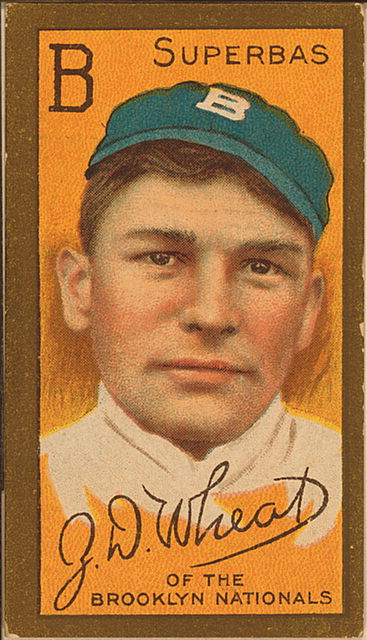
재크 위트 야구 카드, 1911 골드 보더스 (T205)

1916년, 위트는 루타수와 장타율에서 리그 최고를 기록하며 위에서 언급한 모든 부문에서 상위 10위 안에 드는 연속 시즌을 마쳤다. 그는 또한 경력 최고인 29경기 연속 안타 기록을 세웠다. 브루클린 로빈스는 그 시즌 내셔널 리그 페넌트를 획득했다. 월드 시리즈에서 그들은 어니 쇼어, 더치 레너드, 칼 메이스, 그리고 베이브 루스라는 막강한 투수진을 보유한 보스턴 레드삭스를 만났다. 레드삭스는 4승 1패로 시리즈를 우승했으며, 로빈스의 타율을 .200으로, 위트의 타율을 형편없는 .211로 묶었다.
1917년과 1918년 시즌 동안 위트는 잘 쳤지만, 부상으로 많은 경기에 결장했다. 그의 발은 약 5사이즈로 매우 작았으며, 이로 인해 그의 경력에서 많은 경기에 결장하게 만든 발목 부상이 잦았던 원인으로 여겨진다. 그러나 위트는 그의 경력에서 유일하게 타율 부문 리그 1위를 차지했는데, 당시로서는 가장 높은 .335의 타율을 기록했다. 강타자로 알려져 있고 홈런 부문에서 꾸준히 상위 10위에 들었음에도 불구하고, 위트는 그 시즌에 홈런을 하나도 치지 않았고 이전 시즌에는 단 한 개만 쳤다. 1972년에 로드 커루가 시즌 동안 홈런을 치지 않고 타격왕을 차지하기 전까지는 홈런 없이 타격왕을 차지한 선수가 없었다.
1919년부터 위트는 야구공이 더욱 활기를 띠기 시작하면서 다시 리그 장타 선두권에 복귀했다. 로빈스는 1920년에 두 번째 월드 시리즈 진출을 기록했으며, 이번에는 클리블랜드 인디언스와 맞붙었다. 로빈스는 이 시리즈에서도 5승 2패로 패했지만, 위트의 시리즈 타율은 .333이었다. 위트의 스탯은 새로운 라이브볼 시대에 더욱 상승하여, 1921년에는 처음으로 두 자릿수 홈런(14개)을 기록했으며, 이후 4년 동안 세 번 더 기록했다. 위트는 1920년부터 1925년까지 매 시즌 .320 이상을 기록했으며, 연속 시즌 동안 .375로 최고점을 찍었다. 그는 이 두 시즌 동안 타격 부문에서 리그 1위를 차지하지 못했는데, 1923년에는 타수가 충분하지 않아 자격이 없었고 로저스 혼즈비가 .384로 리그 1위를 차지했으며, 1924년에는 그의 .375가 혼즈비의 .424에 크게 뒤처졌다.
위트와 그의 감독 윌버트 로빈슨 사이에는 미묘하지만 오래 지속된 마찰이 있었다. 이 마찰은 로빈슨이 위트가 자신도 모르게 감독 자리를 노렸다고 믿는 데서 비롯되었다고 알려져 있다. 1925년 구단주 찰스 에베츠가 사망하자, 새로운 팀 회장 에드 매키버는 로빈슨을 프런트 오피스로 재배치하고 위트를 선수 겸 감독으로 지명했다. 신문들은 그가 2주 동안 다저스를 감독했다고 보도했다. 매키버는 에베츠의 장례식에서 폐렴에 걸려 곧 사망했고, 로빈슨은 신속하게 감독직으로 복귀했다. 결국 위트는 메이저 리그에서 다시는 감독을 맡지 못했고, 이는 그에게 큰 실망이었다. 더욱이 위트의 1925년 감독 임기는 공식 기록에 남지 않았다. 1931년, 에드의 형인 스티브 매키버는 위트를 코치로 고용했고, 이는 그가 감독직을 위해 준비되고 있다는 광범위한 추측으로 이어져 7년 만에 두 번째로 로빈슨의 자리를 위협했으며, 그는 그의 전 스타를 여전히 차갑게 대했다.
위트는 1927년 브루클린에서 방출된 후 필라델피아 애슬레틱스와 계약했다. 시즌이 끝난 후, 그는 다시 방출되었다. 이번에는 아메리칸 어소시에이션의 마이너 리그 팀인 미니애폴리스 밀러스와 계약하고 그곳에서 뛰었다. 위트는 발꿈치 부상으로 그 시즌에는 거의 뛰지 못했고, 시즌이 끝난 후 은퇴했다. 그는 여전히 다저스 프랜차이즈의 안타, 2루타, 3루타, 총 루타수 기록을 보유하고 있다.

## 경력 통계
19시즌 동안 2,410경기에 출전한 위트는 .317의 타율(9,106타수 2,884안타)을 기록했으며, 1,289 득점, 476 2루타, 172 3루타, 132 홈런, 1,248 타점, 205 도루, 650 볼넷, .367 출루율 및 .450 장타율을 기록했다. 그는 좌익수로 .966의 수비율로 경력을 마쳤다. 12번의 월드 시리즈 경기(1916년, 1920년)에서 그는 .283(46타수 13안타)의 타율과 4득점, 2개의 2루타, 1개의 3루타, 3타점, 3볼넷을 기록했다.

## 은퇴 후
야구에서 은퇴한 후, 위트는 미주리주 폴로에 있는 160-에이커 (0.65 km2) 농장으로 돌아갔지만, 대공황으로 인해 1932년에 농장을 팔 수밖에 없었다. 그는 미주리주 캔자스시티로 이주하여 코튼 티어니와 함께 볼링장을 운영했다. 위트는 나중에 경찰관이 되었다. 1936년 경찰관으로 근무하던 중, 그는 범죄자를 추격하다가 차량 사고를 내 거의 사망할 뻔했다. 사고 후 5개월 동안 병원에 입원한 뒤, 그는 가족과 함께 오자크스 호수에 있는 리조트 마을인 미주리주 선라이즈 비치로 이주하여 46-에이커 (190,000 m2) 규모의 사냥 및 낚시 리조트를 열었다.
야구 유니폼을 입은 가장 위대한 사람 중 한 명, 내가 본 가장 위대한 타격 교사 중 한 명, 남자가 가졌던 가장 진정한 친구 중 한 명, 그리고 신이 창조한 가장 친절한 사람 중 한 명.
위트는 1957년에 베테랑 위원회에 의해 처음으로 야구 명예의 전당에 투표되었으나, 필요한 은퇴 기간인 30년을 채우지 못해 헌액될 수 없었다. 위원회는 1959년에 그를 만장일치로 선출했다. 1981년, 로런스 리터와 도널드 호니그는 그의 저서 "역대 가장 위대한 야구 선수 100인"에 그를 포함시켰다. 2006년, 미주리주 콜드웰군을 통과하는 미주리주도 제13호선 구간은 재크 위트 기념 고속도로로 명명되었다.
그가 체로키족 후손이라는 오랜 믿음 때문에 위트는 2008년 뉴욕 하우즈 케이브에 있는 이로쿼이 인디언 박물관에서 열린 "야구의 다국적 연맹: 야구에 기여한 아메리카 원주민에게 바치는 헌사" 전시회에 소개되었다.
위트는 1972년 3월 11일 심장마비로 사망했다.

## 유산
위트가 은퇴 후 살았던 미주리주 선라이즈 비치의 미국 재향군인회 지부는 그의 이름을 따 "재커라이아 (재크) 데이비스 위트 포스트 624 아메리칸 리전, 선라이즈 비치, 미주리"로 명명되었다.

## 같이 보기
- 메이저 리그 베이스볼 통산 안타 리더 목록
- 메이저 리그 베이스볼 통산 2루타 리더 목록
- 메이저 리그 베이스볼 통산 3루타 리더 목록
- 메이저 리그 베이스볼 통산 득점 리더 목록
- 메이저 리그 베이스볼 통산 타점 리더 목록
- 메이저 리그 베이스볼 통산 루타수 리더 목록
- 메이저 리그 베이스볼 통산 도루 리더 목록
- 메이저 리그 베이스볼 타격 챔피언 목록